# La Légende du temps
Pour plus de détails, voir Fiche technique et Distribution.
La Légende du temps (La leyenda del tiempo) est un film espagnol à caractère documentaire, réalisé par Isaki Lacuesta et sorti en 2006. Le film évoque la personnalité du chanteur de flamenco andalou, Camarón de la Isla et porte le même titre qu'un de ses albums les plus célèbres.

## Synopsis
Le film superpose deux histoires : dans la première, La Voix d'Isra, un jeune gitan refuse de chanter depuis le décès de son père, malgré son appartenance à une vieille lignée de chanteurs de flamenco. Il songe à voyager loin de sa terre natale... Dans le second film La Voix de Makiko, une Japonaise débarque à Cadix afin d'être enseigné dans l'art du chant de maître Camarón.

## Fiche technique
- Titre du film : La Légende du temps
- Titre original : La leyenda del tiempo
- Réalisation et scénario : Isaki Lacuesta
- Photographie : Diego Dussuel - Couleurs
- Montage : Domi Parra
- Musique : Joan Albert Amargós
- Production : Paco Poch - BNC
- Lieux de tournage : San Fernando, Cadix, Barbate (Espagne)
- Durée : 109 minutes
- Pays :  Espagne
- Sortie : 2006

## Distribution
- Israel Gómez Romero : Isra
- Makiko Matsumura : Makiko
- Soichy Yukimuna : Joji

## Récompenses
- Meilleur film, Meilleur son au Festival d'Alacances 2006
- Meilleur film espagnol pour l'Association catalane des critiques de cinéma 2006
- Meilleur film, Meilleur réalisateur et Meilleur scénario au Festival international du film de Guayaquil 2006
- Prix spécial du jury et Prix d'interprétation au Festival international du film de Las Palmas 2006
- Prix de la commission du film espagnol au Festival international du film de Saint-Sébastien 2006

## Autour du film
Isaki Lacuesta « appartient pleinement à cette nouvelle vague de cinéastes qui, en Catalogne, fomentent le renouveau du cinéma espagnol. » Ses réalisations peuvent être considérées comme des essais. Le cinéaste préfère parler de recherche. « [...] Je crois avoir développé une sorte de cinéma intermédiaire, tangentiel. [...] Si dans La Légende du temps on peut rencontrer des préoccupations formelles ou des aspects qui évoquent un essai, cela ne me gêne pas, mais j'aimerais que cela n'apparaisse qu'en seconde instance, et que le spectateur perçoive d'abord le contenu le plus concret et le plus immédiat, à savoir les personnages », explique-t-il.
« C'est aussi la vision du cinéma comme art mutant, né dans les foires, capable de se transformer et de se renouveler sans cesse », commente Frédéric Maire. Teresa Cendrós, journaliste à El País, écrit, de son côté : « Lacuesta pulvérise la limite entre réalité et fiction et signe un film tendre et émouvant, inclassable, dans lequel il transgresse tout naturellement le langage cinématographique. »